# Ericeia levuensis
Ericeia levuensis là một loài bướm đêm trong họ Erebidae.